# Google Domains
Google Domains fue un registrador de nombres de dominio operado por Google.
El servicio ofrecía registro de dominios, alojamiento de DNS, DNS dinámico, reenvío de dominios y reenvío de correo electrónico. Proporcionaba soporte de integración nativa para Google Cloud DNS y Google Workspace. También ofrecía una configuración de DNS con un solo clic que conectaba los dominios con Blogger, Google Sites, Squarespace, Wix.com, Weebly, Bluehost, Shopify y Firebase. Era compatible con la privacidad del dominio, los servidores de nombres personalizados y DNSSEC.
El servicio de registro de dominios estaba acreditado por ICANN – el número IANA asignado por ICANN a Google es el 895.

Disponibilidad de Google Domains

## Historia
Google se convirtió en registrador de nombres de dominio en 2005. Google Domains se lanzó públicamente en modo de prueba beta el 13 de enero de 2015, y la fase beta terminó el 15 de marzo de 2022. A partir del 4 de febrero de 2022, admite más de 300 dominios de primer nivel.
El 15 de marzo de 2022, Google anunció que Google Domains salía oficialmente de la versión beta.
El 7 de septiembre de 2023, todos los activos de Google Domains incluidas todas las cuentas de clientes y aproximadamente 10 millones de nombres de dominio registrados, fueron adquiridos por Squarespace por unos 180 millones de dólares.Squarespace anunció que transferiría los dominios existentes a su plataforma Squarespace Domains tras un periodo de transición. Ese mismo día, Google Domains dejó de aceptar nuevos registros de dominios (vender nuevos dominios) y empezó a recomendar a los usuarios que utilizaran Squarespace directamente.